# Ayuntamiento de Avignón
El ayuntamiento de Avignón (en francés: Hôtel de Ville de Avignon) es la sede del ayuntamiento de la localidad francesa de Aviñón, situada en el departamento de Vaucluse en la región de Provenza-Alpes-Costa Azul, al sur de Francia. El gobierno francés lo designó monumento histórico en 1862.

## Historia

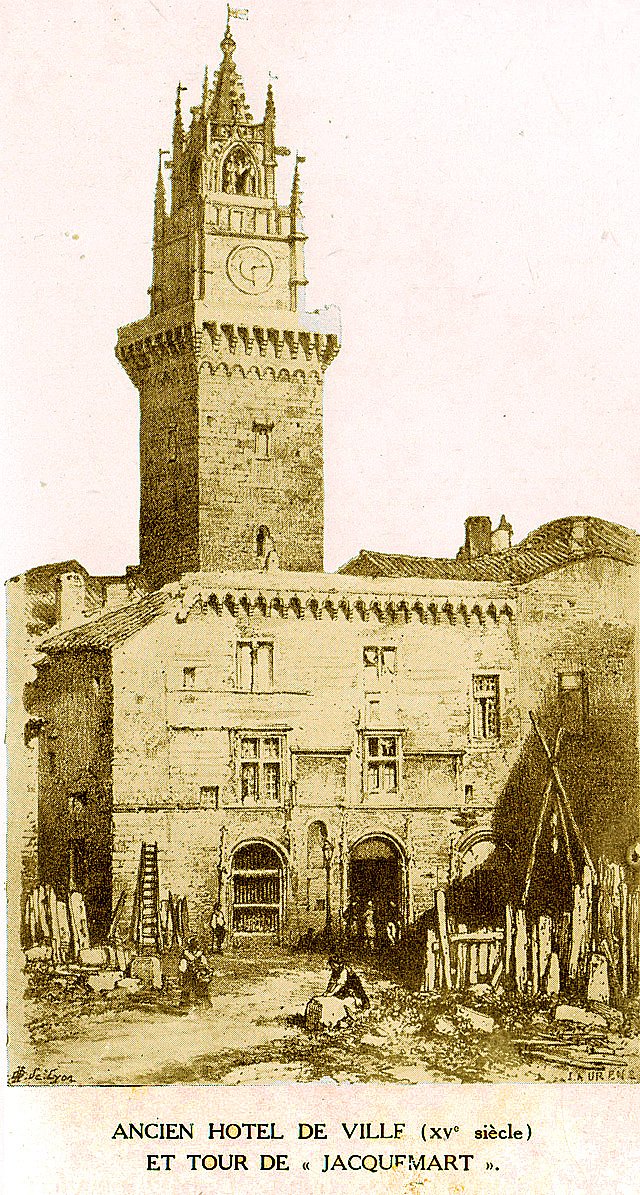
El antiguo edificio municipal con el campanario al fondo

La parte más antigua del complejo actual es el campanario, encargado por el cardenal Andouin Aubert, diseñado en estilo gótico y terminado en 1363. En el siglo siguiente, alrededor del campanario, se construyó el palacio apostólico del obispo de Albano. En 1447, durante la residencia del obispo Pierre de Foix, que era el legado papal en Aviñón, el ayuntamiento adquirió el palacio apostólico de los benedictinos del convento de San Lorenzo y lo transformó en un lugar de uso municipal. En el campanario se instaló, en 1471, un reloj dotado de un jacquemart (autómata) de colores para marcar las horas.
El 10 de junio de 1790, durante la guerra de Aviñón-Comtat Venaissin, las fuerzas aristocráticas pro papales intentaron apoderarse del edificio. La situación se resolvió gracias a la intervención del alcalde francés de la vecina Orange y de un destacamento de la Guardia Nacional.
A mediados del siglo XIX, el ayuntamiento decidió demoler el antiguo palacio apostólico y construir un ayuntamiento a tal efecto. El diseño propuesto preveía encerrar el antiguo campanario dentro de la nueva estructura. La primera piedra se colocó el 29 de marzo de 1845 y las obras del nuevo edificio continuaron bajo la dirección del arquitecto municipal, Joseph-Auguste Joffroy. La nueva fachada fue diseñada por Léon Feuchère en estilo neoclásico, construida en piedra de sillería e inaugurada oficialmente por Napoleón III en presencia del alcalde de la ciudad, Paul Poncet, el 24 de septiembre de 1856.
El historiador de la arquitectura, Prosper Mérimée, fue muy crítico con el concepto de incrustar el campanario en el nuevo edificio: «On voit ici la tour gothique du Jacquemart, seule partie conservée de l'ancien hôtel de ville, qui émerge de la mairie comme les perdrix dans les pâtés de Pithiviers» (Aquí vemos la torre gótica de Jacquemart, única parte conservada del antiguo ayuntamiento, que emerge del ayuntamiento como perdices en los patés de Pithiviers).
El recién elegido presidente de Francia, Raymond Poincaré, visitó el edificio el 14 de octubre de 1913.

## Descripción
El diseño del edificio incluye una fachada principal simétrica de once tramos que dan a la Place de l'Horloge. El tramo central presenta una puerta de medio punto con un marco moldeado flanqueado por dos pares de columnas de orden corintio que sostienen un entablamento modillonizado. En el primer piso, hay una puerta francesa que conduce a un balcón con balaustrada flanqueado por dos pares más de columnas de orden corintio que sostienen un frontón con forma de modillón abierto con un reloj en el tímpano. Las alas de cinco tramos cada una están fenestradas por ventanas de cabeza redondeada en la planta baja, pequeñas ventanas abatibles en el entrepiso y altas ventanas abatibles con frontón en el primer piso. Las ventanas del primer piso estaban flanqueadas por pilastras de orden corintio que sostienen una cornisa con un modillón. En el interior, la sala principal es la Salle des Fêtes, ricamente decorada al estilo Segundo Imperio.